# Actinulida
Los actinúlidos (Actinulida) son un orden de hidrozoos perteneciente a la subclase Trachylinae. Es frecuente que los miembros de este orden no pasen por la fase de pólipo. En su fase de medusa presentan una umbrela muy pequeña en forma de cúpula.